# Малі Карасі
Малі Карасі́ (рос. Малые Караси) — присілок у складі Юргамиського району Курганської області, Росія. Входить до складу Карасинської сільської ради.
Населення — 8 осіб (2010, 16 у 2002).